# Himon
Himon è un personaggio dei fumetti creato da Jack Kirby nel 1972, pubblicato dalla DC Comics.

## Biografia del personaggio
Basato sulle fattezze del promotore di convention Shel Dorf, Himon è un cittadino di Nuova Genesi che vive segretamente sul pianeta Apokolips. È un inventore e scienziato, colui che ha creato la Scatola Madre, il computer semi-senziente utilizzato da molti dei Nuovi Dei, e ha scoperto l'Elemento-X, utilizzato per creare la Scatola Madre.
Mister Miracle (il figlio dell'Altopadre, regnante di Nuova Genesi), che era stato portato su Apokolips e viveva nell'orfanotrofio di Buona Nonnina, riuscì un giorno a ribellarsi e a scappare con l'aiuto di Himon, il quale gli insegnò come usare la Scatola Madre e lo aiutò a lasciare Apokolips.
Nella miniserie La morte dei Nuovi Dei Himon era sospettato di essere l'assassino dei Nuovi Dei, che si scoprì successivamente essere l'Uomo Infinito.
Tra gli alleati e allievi di Himon ci sono Kreetin, Auralia, Zed, Weldun e Bravus.